# Oak Hill (Schiff, 1996)
Die USS Oak Hill (LSD-51) ist ein Docklandungsschiff der United States Navy und gehört der Harpers-Ferry-Klasse an. Der Name leitet sich von dem Anwesen Oak Hill bei Leesburg, Virginia ab.

## Geschichte
LSD-51 wurde 1991 in Auftrag gegeben und 1992 bei Avondale Shipyard auf Kiel gelegt. 1994 lief das Schiff vom Stapel und wurde getauft. Im Juni 1996 fand die offizielle Indienststellung in die Flotte der US Navy statt.
1997 begann die erste Verlegung der Oak Hill. Während der Operation Southern Watch befuhr das Schiff den Persischen Golf. Während einer Übung 2000 vor Morehead City, North Carolina lief die Oak Hill auf eine Sandbank und konnte erst nach acht Stunden freigeschleppt werden. Das Schiff wurde nicht beschädigt.
2002 fuhr die Oak Hill im Rahmen der Operation Enduring Freedom an der Seite der Wasp vor Afghanistan und im Golf. 2005 befand sich die Oak Hill als Geleit der Saipan in der Karibik, wo sie einerseits nach Drogenschmugglern suchten, aber auch humanitäre Hilfe in Haiti leisteten. Anfang 2006 fuhr das Schiff für drei Monate im Indischen Ozean. An der Seite der Bataan war die Oak Hill auch 2007 dort. Den Großteil des Jahres 2008 verbrachte das Schiff im Mittelmeer und dem Persischen Golf. 2009 nahm sie an der Übung Talisman Saber mit australischen Kräften teil.
Am 31. August 2017 lief das Schiff von seinem Heimathafen aus, um die Katastrophenhilfe nach Hurrikan Harvey in Texas unterstützen zu können. Allerdings wurde diese Hilfe nicht angefordert, und so konnte die Oak Hill nach den Hurrikanen Irma und Maria auf den Amerikanischen Jungferninseln und auf Puerto Rico Katastrophenhilfe leisten.